# Tsvitúsxe
Tsvitúsxe (en (ucraïnès) Цвітуще, en rus: Цветущее) és un poble de la República Autònoma de Crimea a Ucraïna, que el 2014 tenia 280 habitants. Pertany al districte de Nijnegorski. Fins al 1948 la vila es deia Krasni Korpé.